# Entscheidungen des Bundespatentgerichts
Die Entscheidungen des Bundespatentgerichts (BPatGE) sind eine Zusammenstellung von ausgewählten Entscheidungen des Bundespatentgerichts (BPatG).
Die BPatGE werden seit 1962 von Richterinnen und Richtern des BPatG in Nebentätigkeit herausgegeben. Entscheidungen sind von 1961 an berücksichtigt. Entsprechend der Zuständigkeit des BPatG sind die enthaltenen Entscheidungen nach den Sachgebieten Patentrecht, Gebrauchsmusterrecht, Geschmacksmusterrecht und Markenrecht (bis 1994 Warenzeichenrecht) gegliedert. Jeder Band ist mit einem Verzeichnis über den „Fortgang früherer Verfahren“, die zwar in einem vorherigen Band abgedruckt, aber noch nicht rechtskräftig entschieden wurden, versehen. Hinzu kommen ein Sachregister, ein Gesetzesparagraphenregister und ein Verzeichnis der berücksichtigten Entscheidungen nach der Zeitenfolge, einschließlich Datum und Aktenzeichen.
Die BPatGE erscheinen im Carl Heymanns Verlag in Köln.
Die vorgeschlagene Zitierweise lautet „BPatGE, Band, Seitenzahl“ –  beispielsweise „BPatGE 52, 267“ (= Band 52, Seite 267).